# Kang Susie
Kang Susie (Hangul: 강수지) es una cantante surcoreana. También fue parte del programa de radio Kang Su-ji's Memories de 2013 a 2014.

## Discografía

### Álbum
- Violet Fragrance (보라빛향기) (1990)[2]
- Scattered Days (흩어진 나날들) (1991)[3]
- Do You Know My Heart? (내 마음 알겠니) (1992)[4]
- Then You'll Know (그때는 알겠지) (1993)[5]
- To A Beautiful You (아름다운 너에게) (1994)[6]
- I Won't Let You Go (널 보내지 않아) (1995)[7]
- One & Only (1996)[6]
- Kissing You (1997)[7]
- Wish (1998)[7]
- Loveletter Mailed 10 Years Ago (2002)[8]